# Kungsholmens barnkrubba

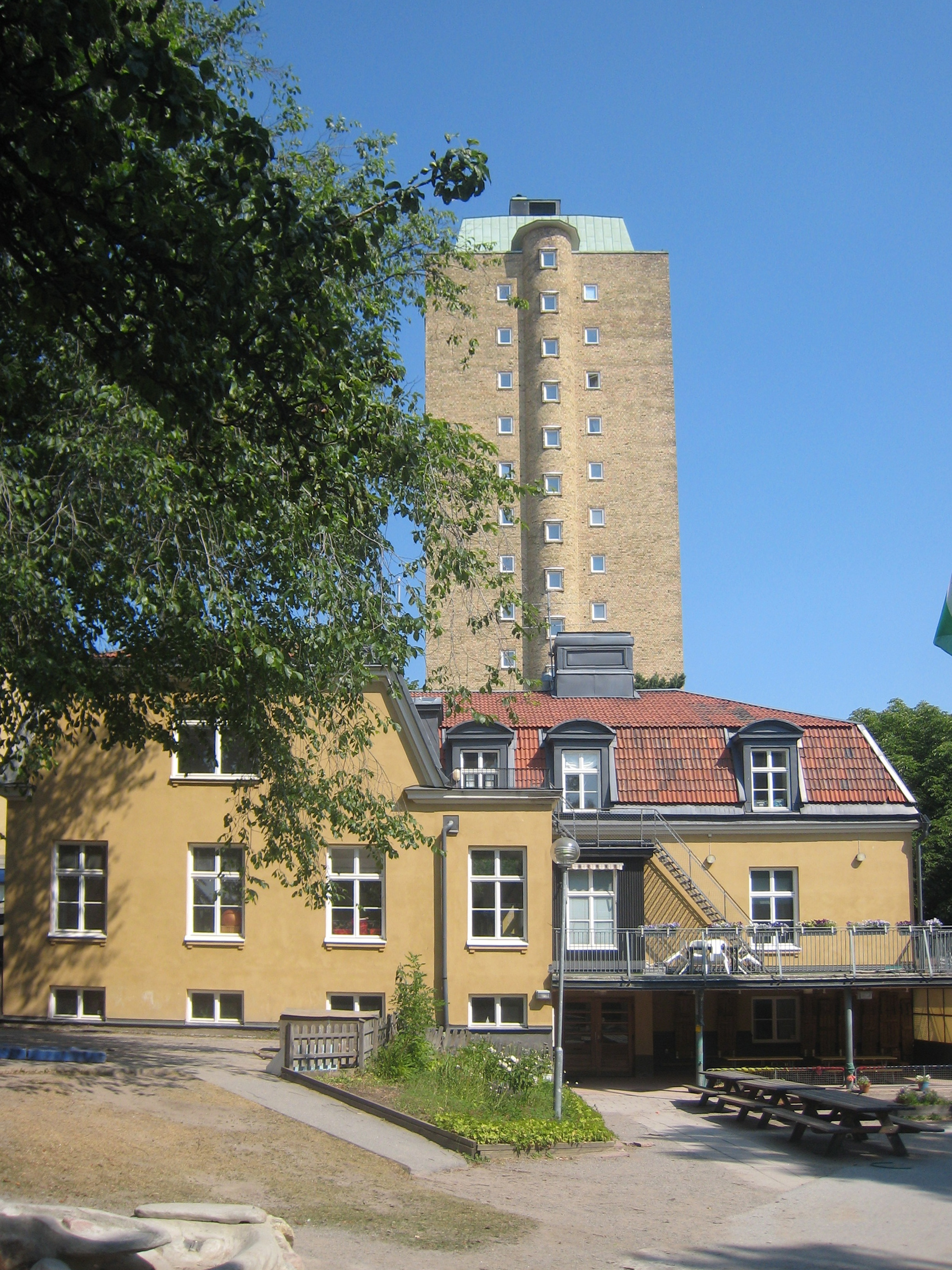
Gula Villan 2010. I bakgrunden Kvinnohuset.

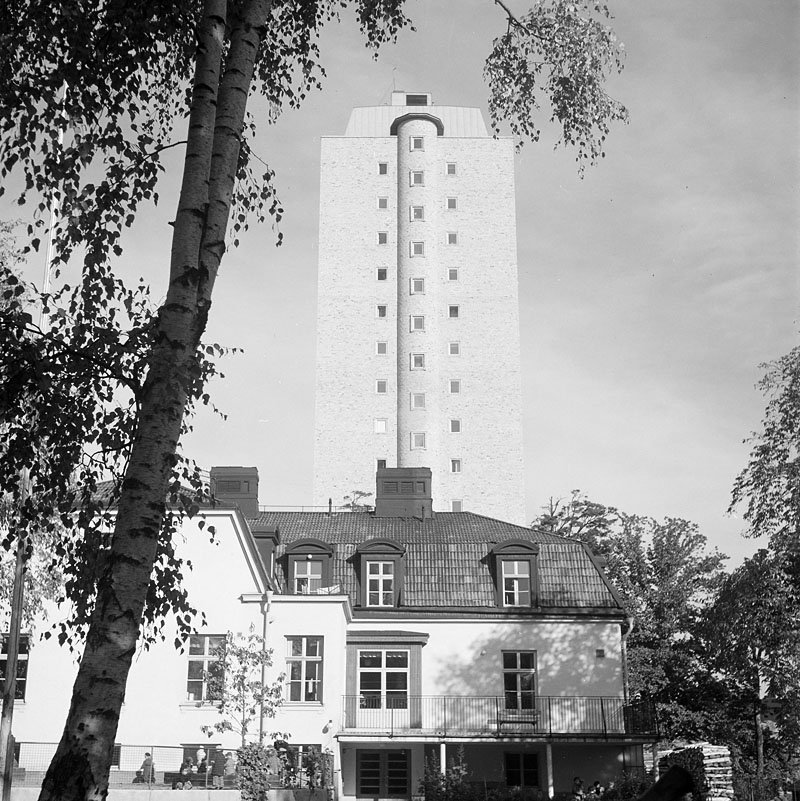
Samma vy på 1940-talet.

Kungsholmens barnkrubba var Sveriges första barnkrubba. Verksamheten har levt vidare i olika former och bedrivs idag i kommunal regi och utgör därmed Sveriges äldsta förskoleverksamhet. Den byggnad som verksamheten bedrivs i är dessutom Sveriges äldsta förskolebyggnad uppförd för ändamålet. 

## Historik
Kungsholmens barnkrubba grundades 1854 på initiativ av professorn Magnus Huss på Karolinska institutet. Huss hade besökt barnkrubbor i Paris och hämtat inspiration därifrån. Medel ställdes till förfogande av privata donationer samt från Kungsholms församling med syftet att ta hand om de fattigas barn så att föräldrarna kunde förvärvsarbeta. Verksamhetens ändamål beskrevs som att rädda arbetare för samhällets behof, och inverka till sedlighet och ordning. Vidare: "Hågkomsten därav att de i sina tidigare år varit föremål för människokärlekens ömma omvårdnad, bidraga till att skydda dem för hatets och avundsjukans onda makter och bliva dem en maning att visa sig värdiga den godhet de i unga år erfarit. Inspirationen till verksamheten kom främst från Paris där liknande verksamheter bedrevs. Barnkrubban bedrev inledningsvis ingen pedagogisk verksamhet men barnen passades och fick mat. Verksamheten moderniserades och utvecklades i takt med tiden och barnomsorgens reformer i Sverige.

## Gula Villan
Verksamheten bedrevs ursprungligen i lokaler tillhörande Kronprinsessan Lovisas vårdanstalt. Då lokalerna inte fanns vara ändamålsenliga flyttades verksamheten snart till Sankt Eriksgatan 10. Genom donationer kunde stiftelsen 1907 börja uppföra en särskild byggnad uppförd i Stadshagen, Gula Villan på Welanders väg 4. Byggnaden som ritades av arkitektbyrån Dorph & Höög var den första i Sverige som byggdes och inreddes enbart med syftet att bedriva barnkrubbeverksamhet. Byggnaden och gården ägs ännu av stiftelsen som tidigare bedrev verksamheten. 2012 genomfördes en omfattande upprustning av gården finansierad av stiftelsen. Förskoleverksamheten i lokalerna drivs idag av kommunala Västra Kungsholmens Förskoleenhet.